# Garrulaxe de Yersin
Trochalopteron yersini
Espèce
Synonymes
- Garrulax yersini (Robinson & Kloss, 1919)[1]

Statut de conservation UICN

 EN  : En danger
Le Garrulaxe de Yersin (Trochalopteron yersini) est une espèce d'oiseaux de la famille des Leiothrichidae. Cet oiseau est endémique du Lang Bian, une montagne du Viêt Nam.

## Systématique
L'espèce Trochalopteron yersini a été décrite en 1919 par Herbert Christopher Robinson (d) (1874-1929) et Cecil Boden Kloss (1877-1949),.

## Description
Les types mâle et femelle de cette espèce mesurent respectivement 278 mm et 268 mm de longueur totale.

## Étymologie
Son épithète spécifique, yersini, ainsi que son nom vernaculaire lui ont été donnés en l'honneur du médecin et explorateur franco-suisse Alexandre Yersin (1863-1943).

## Publication originale
- (en) Herbert C. Robinson et C. Boden Kloss, « On Birds from South Annam and Cochin China. Part II. Pycnonotidæ - Dicæidæ », Ibis, Wiley-Blackwell, vol. 1, no 4,‎ octobre 1919, p. 565-625 (ISSN 1474-919X et 0019-1019, DOI 10.1111/J.1474-919X.1919.TB02899.X, lire en ligne).